# 星野一郎
星野 一郎（ほしの いちろう、1956年5月18日 - 2019年9月14日）は、日本の会計学者。広島大学教授。
中央大学で内山力、飯野利夫、田中茂次に師事。信州大学経済学部講師、助教授、教授を経て、広島大学大学院社会科学研究科マネジメント専攻・経済学部教授。中央大学より会計博士の学位を受ける。専門は会計政策と金融機関をめぐる会計問題であり、その政治的圧力や経済的影響の観点からの解明を試みた。この領域における代表的な研究者である。また近年は、本人も所属する国立大学法人等の非営利組織における不正経理問題をも研究している。

## 略歴
- 1956年　広島県三原市（旧豊田郡本郷町）にて出生
- 1983年　中央大学商学部会計学科卒業
- 1988年　日本学術振興会特別研究員（1990年まで）
- 1991年　中央大学大学院商学研究科博士後期課程満期退学
- 1992年　信州大学経済学部講師
- 1995年　東京大学研究員（経済学研究科）（文部省内地研究員としての派遣）（1996年まで）
- 1998年　博士（会計学）（中央大学）
- 2000年　広島大学大学院社会科学研究科マネジメント専攻・経済学部教授
- 2014年　公益財団法人大学基準協会経営系専門職大学院認証評価分科会委員（2015年まで）
- 2016年　独立行政法人大学評価・学位授与機構　国立大学教育研究評価委員会の研究業績水準判定組織経営学専門部会専門委員［会計学担当］（2017年まで）
- 2018年　公益財団法人大学基準協会経営系専門職大学院認証評価分科会委員（2019年まで）
- 2019年　サステナブル経営研究推進機構運営委員会副委員長に就任（現在に至る）
- 2019年　病気のため、63歳で死去[2]。叙従四位、瑞宝小綬章追贈[3]。

## 著書
著書・論文多数。
- 『金融危機の会計的研究―米国S&L危機と時価評価―』同文舘出版，1998年。
- 『会計政策の法則―会計行動の特性と背景―』同文舘出版，1999年。
- 『金融機関の時価会計―背景・役割・影響―』東洋経済新報社，2001年。
- 『金融機関の会計政策―時価会計・利害調整・情報操作―』中央経済社，2005年。
- 『財務会計ルールの論理と政策―経済社会との交錯―』中央経済社，2011年。
- 『企業会計におけるリスクマネジメント―金融機関と不正経理をめぐって―』中央経済社，2017年。
- 「会計研究のあり方をめぐる若干の考察――特定論点の意義と課題そして背景――」『経理研究（中央大学経理研究所）第57号、81-106頁、2014年3月。
- 「出張費をめぐる不正経理の実態とその制度的背景――国立大学法人等の非営利組織を前提にして――」『広島大学経済論叢』（広島大学経済学会）第38巻第2号、65-98頁、2014年11月。
- 「財務会計ルール運用上の『遊び』の意義と弊害――スムースネスに転換する瞬間とその契機――」『経理研究』（中央大学経理研究所）第58号、250-274頁、2015年3月。
- 「ネットオークションにおける値決め機能の会計学的合理性について」『イノベーション・マネジメント研究』（信州大学経営大学院）第10号、14-35頁、2015年3月。
- 「不正経理類型化試論とその展開可能性―その会計的・経営的特性とその背景―」『産業経理』（産業経理協会）第75巻第3号、38-53頁、2015年10月。
- 「不正経理の制度的原因と環境的背景―とくに非営利組織を端緒として―」『広島大学経済論叢』第39巻第2号、41-72頁、2015年11月。
- 「ギャンブルと借金の関連性について : 会計不祥事と貨幣価値認識上の変化」『広島大学経済論叢』（広島大学経済学会）第40巻第1・2号、55-78頁、2016年11月。
- 「広島県信用組合における横領隠蔽事件についての会計分析―協同組織金融機関の制度的特性と会計的帰結―」『経理研究』（中央大学経理研究所）第59号、124-154頁、2016年12月。
- 「借金踏倒しの会計的な意義と効果について」『会計・監査ジャーナル』（日本公認会計士協会）第745号、138-146頁、2017年8月。
- 「バレンタインデーとホワイトデーをめぐる男女関係の会計分析 : 日常生活における『おねだり』と『たかり」の構造』『イノベーション・マネジメント研究』（信州大学経営大学院）第14号、27-41頁、2018年。

## 関連人物
- 飯野利夫
- 田中茂次
- 井上良二
- 醍醐聰
- 斎藤静樹
- 田中建二
- 今福愛志
- 藤井秀樹
- 徳賀芳弘
- 澤邉紀生
- 大日方隆
- 米山正樹
- 首藤昭信
- 藤本隆宏
- 山本清
- 上野清貴

## 人物
- 広島大学大学院社会科学研究科マネジメント専攻における博士課程後期での主指導教員として博士号（博士（マネジメント））の指導と取得させた人数は、2018年度までで10名におよび、そのうち6名が大学等の教員（研究者）に赴任している[要出典]。
- 学会活動においては、日本会計研究学会の会員、評議員と理事（理事については2015年9月から2018年9月までの間）そして日本会計研究学会第76回大会準備委員長（2017年9月開催・主催校は広島大学）を務め、グローバル会計学会の会員と理事を務めている[要出典]。